# Femhörning

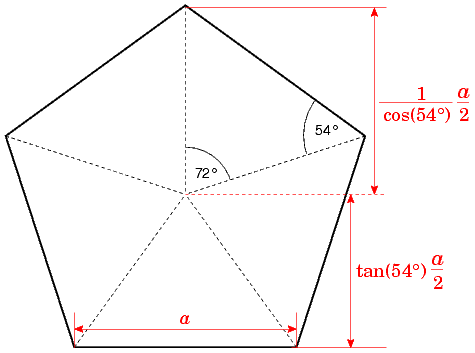
En regelbunden femhörning

En femhörning, pentagon, eller (någon gång)  femkant är en polygon som består av fem (räta) linjestycken, som bildar en enkel sluten kurva. Ofta har man med pentagon menat en regelbunden femhörning, det vill säga en liksidig och likvinklig femhörning (med alla sidor respektive vinklar lika stora). Summan av (de inre) vinklarna i en femhörning är alltid 540°.

## Regelbunden femhörning
En regelbunden femhörning har ju vinkelsumman 540° (liksom varje femhörning), och därför är varje vinkel däri {\displaystyle \textstyle {\frac {1}{5}}\cdot 540^{\circ }=108^{\circ }}. De fem diagonalerna i en sådan femhörning bildar ett pentagram. När två sådana diagonaler skär varandra, delas de i den proportion som kallas det gyllene snittet.

### Konstruktion
Regelbundna femhörningar kan konstrueras med passare och ograderad linjal, något som beskrevs av Euklides i Elementa.
En metod är
1. Rita en cirkel med mittpunkten O.
2. Välj en punkt A på cirkeln som kommer att vara ett av pentagonens hörn. Dra en linje som går genom O och A.
3. Konstruera en linje som går genom O och som är vinkelrät mot linjen genom O och A. Välj en av punkterna där den nya linjen går genom cirkeln och markera denna punkt som B.
4. Konstruera punkten C som är mittpunkten mellan B och O.
5. Rita en cirkel med mittpunkt i C som går genom A. Markera med D den punkt innanför den ursprungliga cirkeln där den nya cirkeln och linjen OB möts.
6. Rita en cirkel med mittpunkt i A som går genom D. Markera skärningarna mellan denna cirkel och cirkeln från första steget som punkterna E och F.
7. Rita en cirkel med mittpunkt i E som går genom A. Skärningen mellan denna cirkel och den ursprungliga cirkeln är G.
8. Rita en cirkel med mittpunkt i F som går genom A. Skärningen mellan denna cirkel och den ursprungliga cirkeln är H.
9. AEGHF är en pentagon.

### Regelbundna femhörningar i naturen

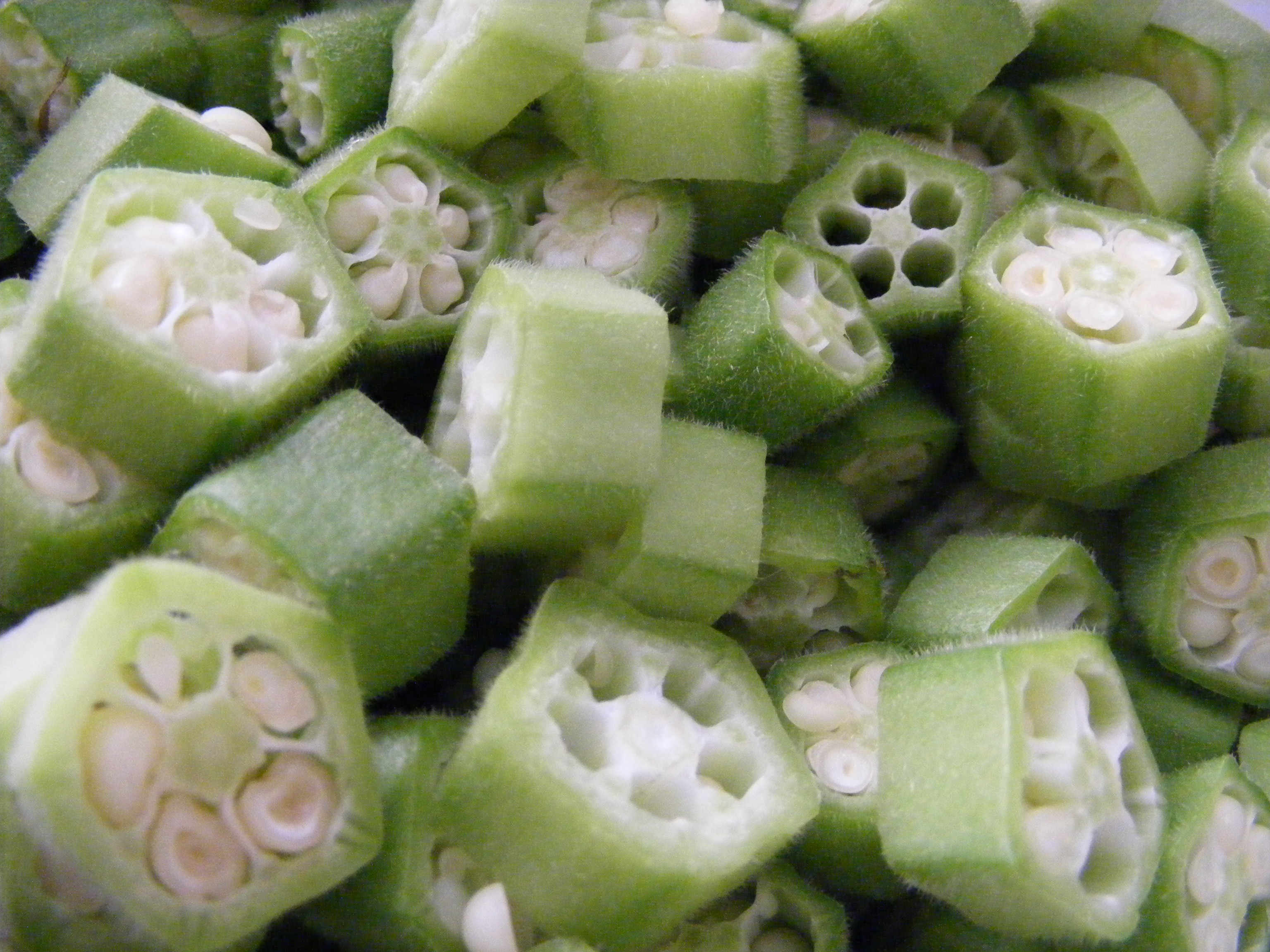
Pentagonal genomskärning av okra.
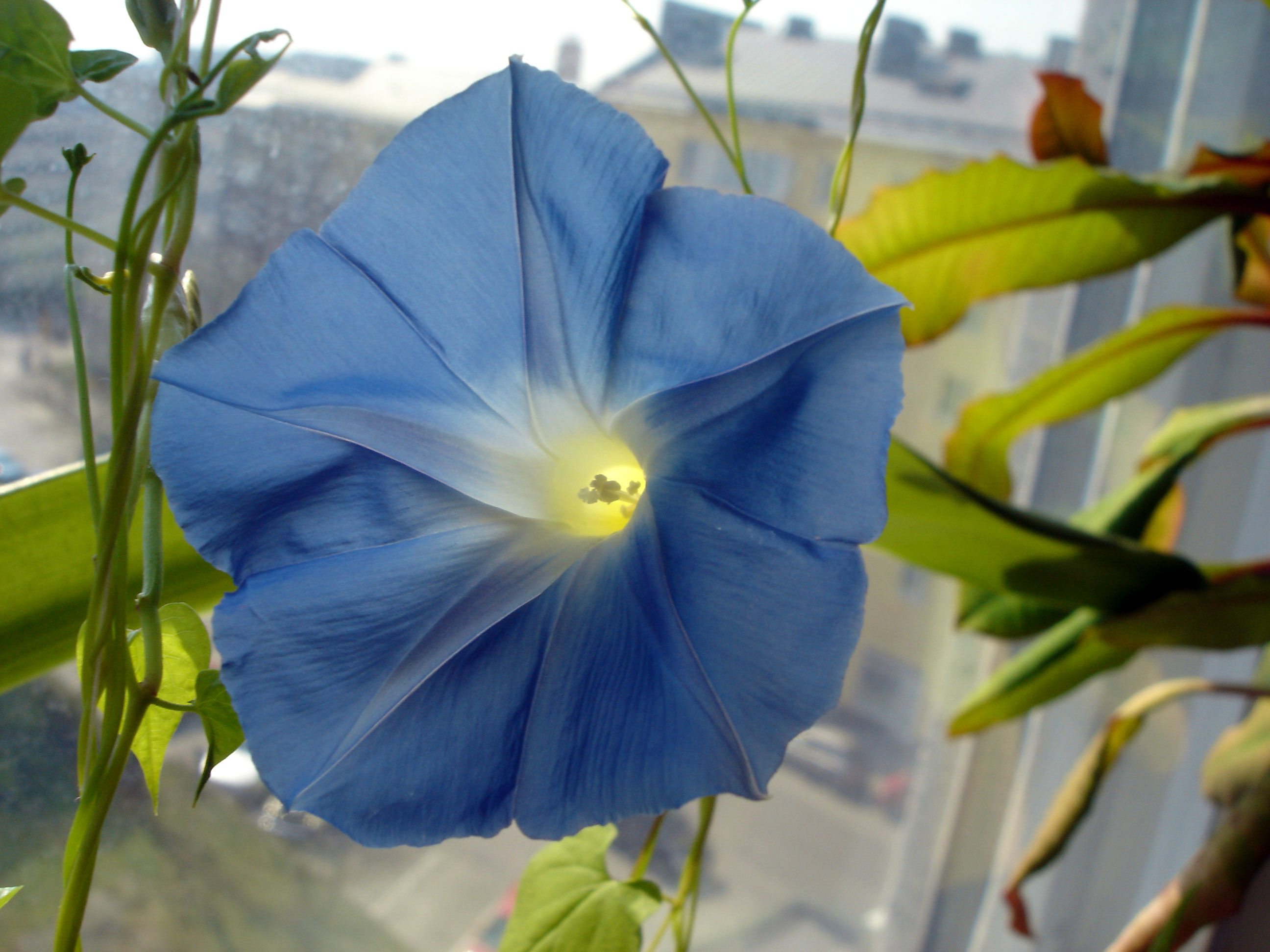
Blomman för dagen har, liksom många andra blommor, ett pentagonalt utseende.
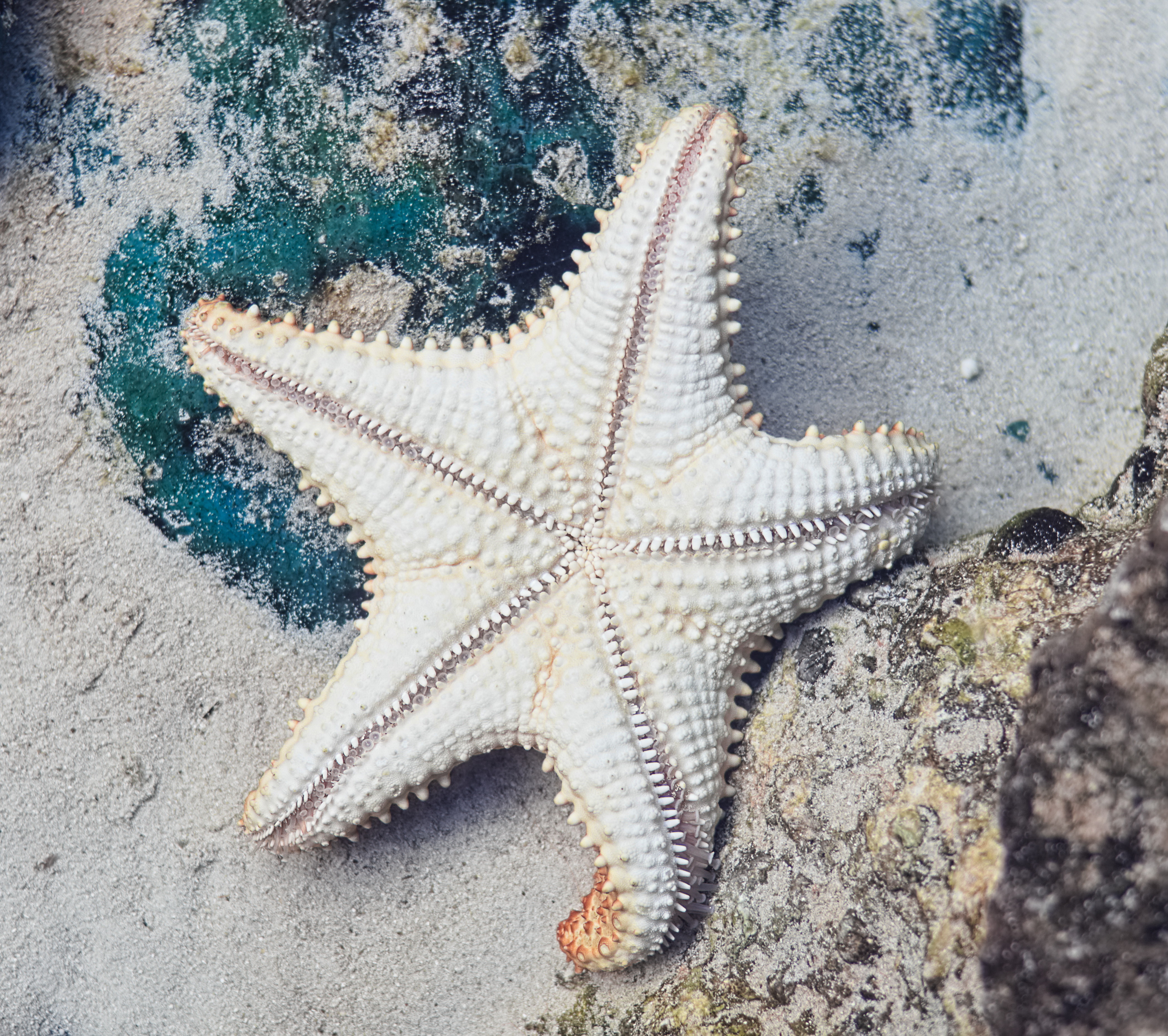
Sjöstjärna.
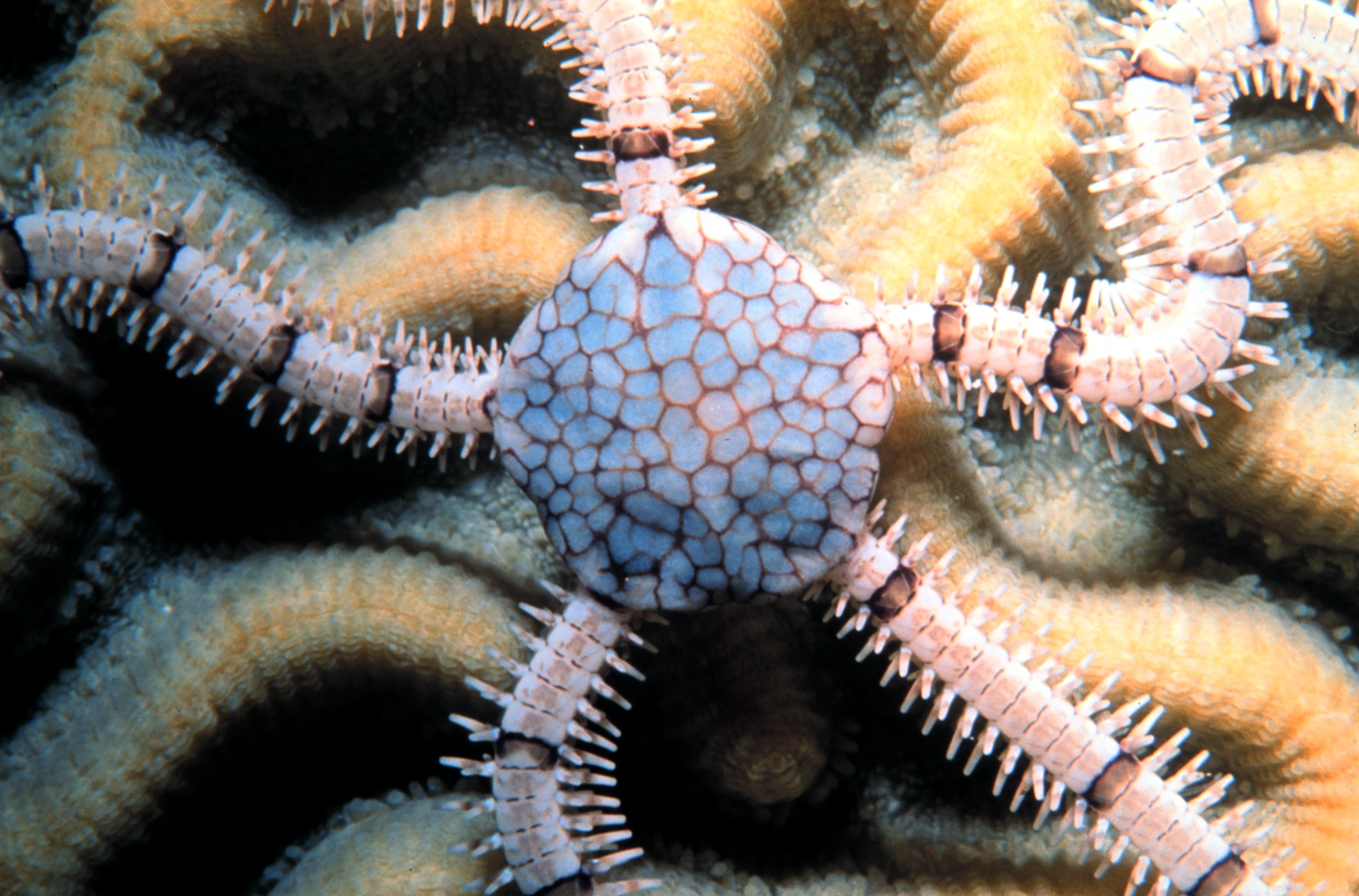
Ormstjärna.